# Опіль
Опіль (біл. Опаль) — агромістечко в Білорусі, в Іванівському районі Берестейської області. Орган місцевого самоврядування — Опільська сільська рада.

## Історія
На територія села виявлена стоянка свідерської культури (9 тис. років до н. е.). У 1905 році в Ополі відбулася сутичка з жертвами між селянами і викликаними поміщиком царськими військами. У 1921 році село входило до складу гміни Бездіж Дорогичинський повіту Поліського воєводства Польської Республіки.

## Населення
За переписом населення Білорусі 2009 року чисельність населення села становило 590 осіб.
Станом на 10 вересня 1921 року в селі налічувалося 170 будинків та 908 мешканців, з них:
- 411 чоловіків та 497 жінок;
- 893 православні, 1 римо-католик, 14 юдеїв;
- 473 українці (русини), 417 білорусів, 10 євреїв та 8 поляків.

## Культура
Опіль разом із селами Тишковичі та Мотоль є центром народного ремесла (вишивання, ткацтва, кожухарства).